# Luttenberger*Klug
Luttenberger*Klug es un dúo austríaco procedente de Styria. Su estilo musical está entre el movimiento Austropop, mintiendo en alguna parte entre el Pop y el Rock. 
En 2005, Chrissi Klug y Michelle Luttenberger se conocieron en un concierto de la banda de Chrissi, poco tiempo después ellas decidieron crear su propio grupo. 
En Austria se hicieron muy famosas con la canción  Super Sommer  (2005). Al principio sin mucho éxito, se convirtió en un hit cuando fue relanzado en Austria y Alemania un año más tarde. Su concierto más grande hasta la fecha (en Berlín) al cual asistieron 20.000 espectadores.

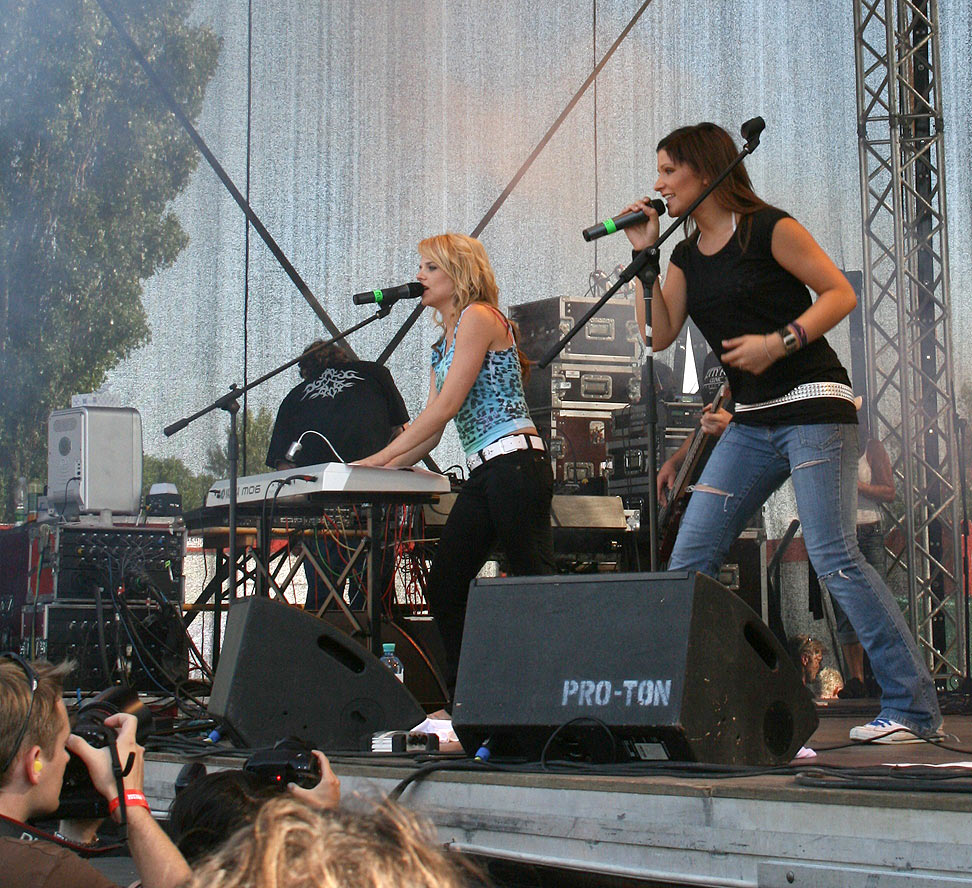
Luttenberger*Klug en Donauinselfest (2007)
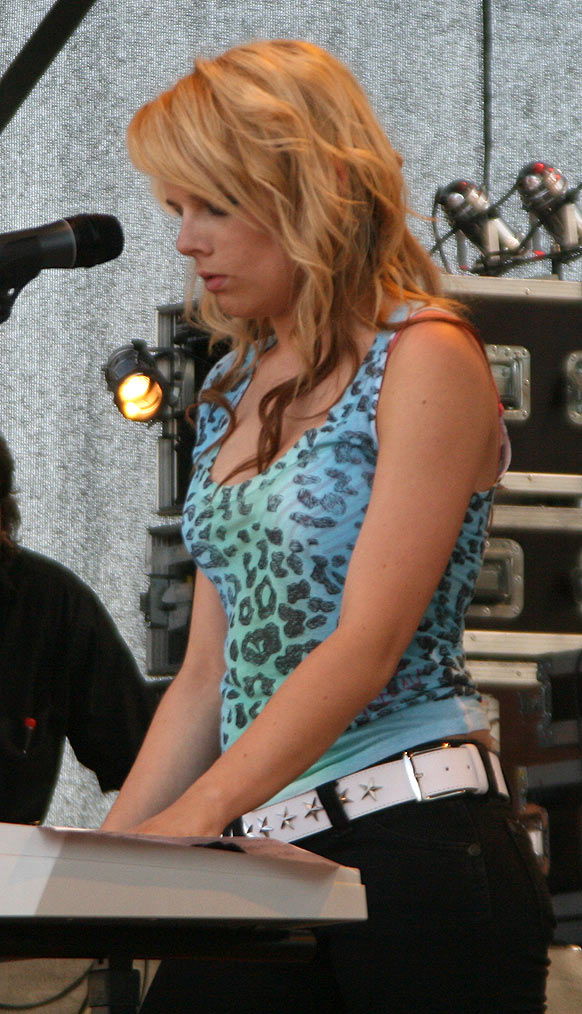
Michelle Luttenberger
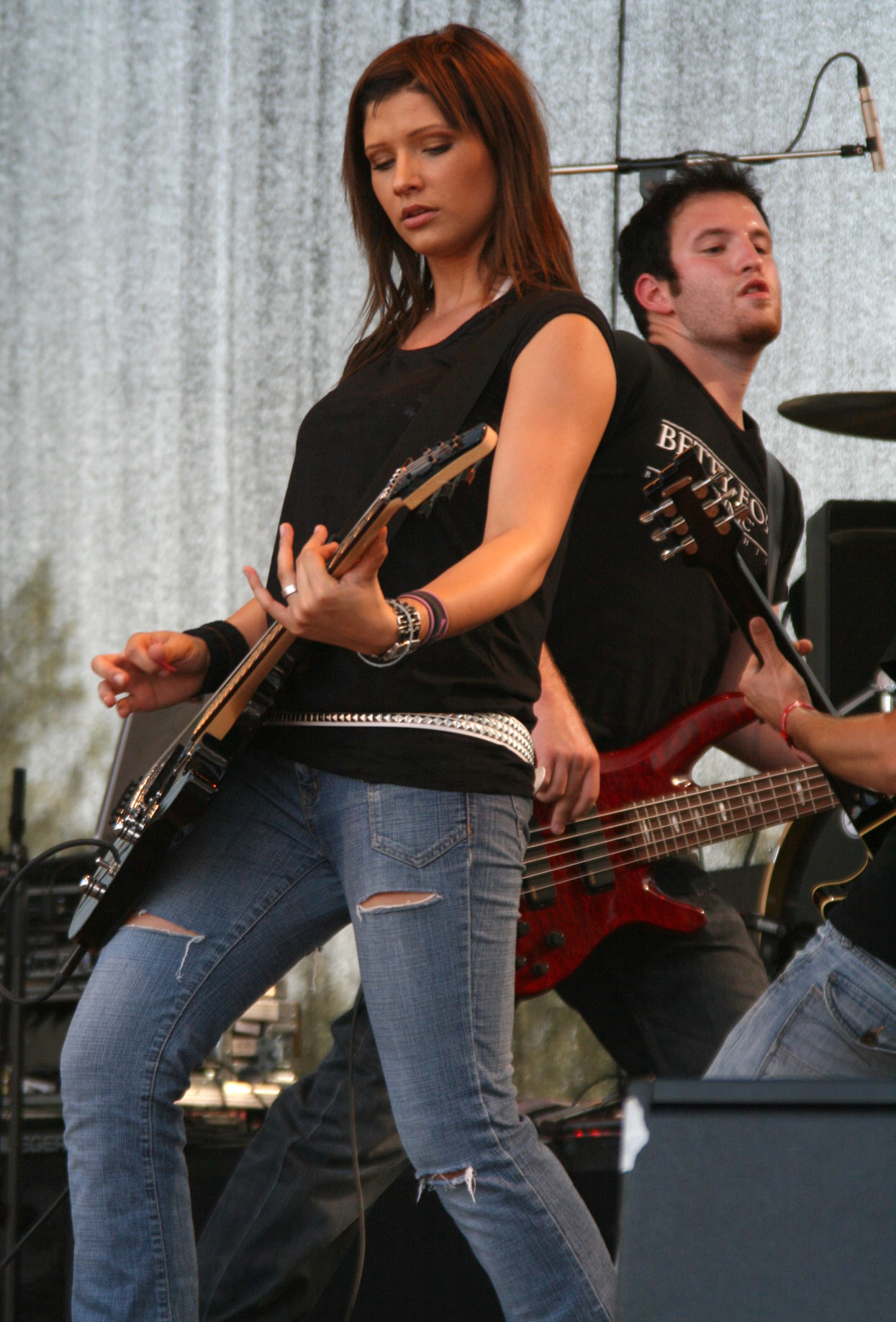
Chrissi Klug

## Singles
| Año                            | Single                        | Álbum            | Austria | Austria (Austro-Hits) | Alemánia |
| ------------------------------ | ----------------------------- | ---------------- | ------- | --------------------- | -------- |
| 2005(Austria) / 2006(Alemánia) | "Super Sommer" (super verano) | Mach Dich Bereit | 28      | 1                     | 44       |
| 2006(Austria) / 2007(Alemánia) | "Vergiss mich" (olvídame)     | Mach Dich Bereit | 6       | 1                     | 29       |

## Álbumes
| Año  | Álbum             | Austria | Alemánia |
| ---- | ----------------- | ------- | -------- |
| 2007 | Mach dich bereit! | 5       | 68       |

- Datos: Q695663
- Multimedia: Luttenberger*Klug / Q695663